# Développé couché
 (septembre 2020).
 (mai 2017).
Si vous disposez d'ouvrages ou d'articles de référence ou si vous connaissez des sites web de qualité traitant du thème abordé ici, merci de compléter l'article en donnant les références utiles à sa vérifiabilité et en les liant à la section « Notes et références ».

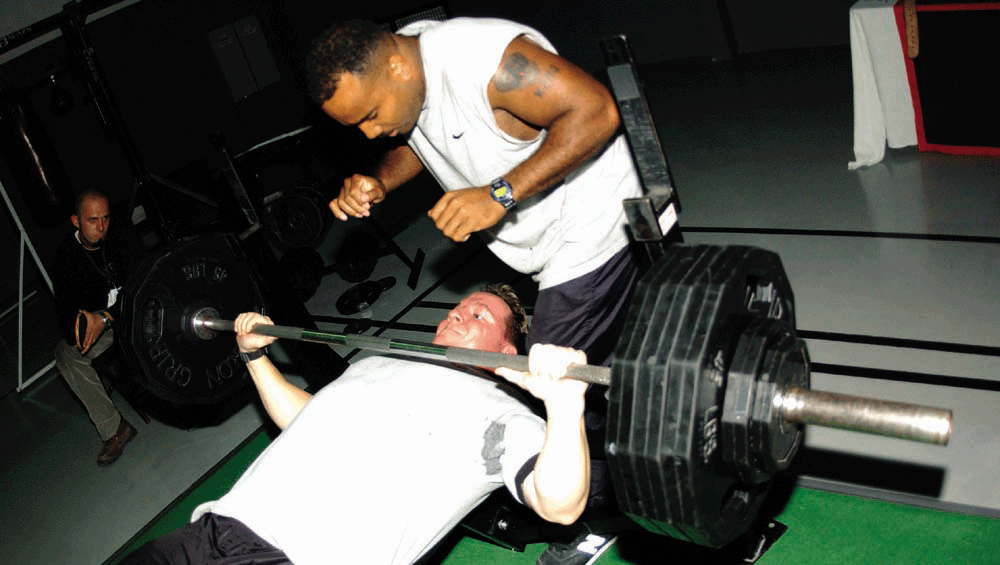
Le développé couché.

Le développé couché (en anglais : bench press) est un exercice poly-articulaire de force et de musculation réalisé sur un banc de musculation en position allongée. Le pratiquant va alors venir abaisser une barre de poids au niveau de la poitrine puis la repousser vers sa position initiale. L'exercice sollicite principalement les pectoraux, les triceps et les deltoïdes, notamment son faisceau antérieur. D'autres muscles peuvent néanmoins être recrutés lors du mouvement comme le grand dorsal , le grand rond, les trapèzes et les biceps, pour, entre autres, assurer la stabilité du mouvement. C'est l’un des trois mouvements de base de la force athlétique avec les flexions sur jambe (squats) et le soulevé de terre.

## Exécution du mouvement
L'exercice se déroule généralement sur un banc horizontal sur lequel l'individu se place en position allongée sur le dos. La barre est tenue à deux mains, paumes vers les pieds (pronation). Le mouvement commence par l'abaissement contrôlé de la barre jusqu'à ce qu'elle atteigne le niveau de la poitrine, juste au-dessus du sternum (phase excentrique). L'individu repousse ensuite la barre pour remettre la barre dans sa position initiale (phase concentrique). L'écartement des mains est, en général, légèrement supérieur à la largeur des épaules, permettant de profiter au maximum de la force conjuguée des triceps et des pectoraux.
Lors d'utilisation de charges lourdes, un assistant peut se placer au niveau de la tête du sportif et tirer au besoin la barre vers lui pour aider la poussée du pratiquant.
Dans le cadre de compétitions de force, le développé couché est généralement effectué pour une seule répétition maximale, où l'objectif du participant est de soulever autant de poids que possible une seule fois. Ce format de compétition introduit des règles spécifiques pour garantir la sécurité du sportif et l'uniformité de la performance à travers les compétiteurs. Lors du mouvement, l'athlète doit immobiliser la barre au contact de sa poitrine et doit avoir le dessous des articulations des coudes au-dessous ou au même niveau de la surface supérieure de l'articulation de leur épaule respective. Si les conditions sont respectées, le juge principal donne alors le signal (dit « la claque ») pour ramener la barre au bout des bras tendus, en verrouillant les deux coudes. Cette exigence a pour but d'empêcher la personne de profiter du léger rebond de la charge sur sa cage thoracique. Lors de ces compétition, les sportifs peuvent courber leur tronc de manière que seules les épaules et les fesses touchent le banc. Cette position permet d'augmenter la force car l'angle entre les bras et les pectoraux est rendu plus faible. 
Divers accessoires peuvent être utilisés par les athlètes pour améliorer leurs performances. Cependant, l'utilisation de ces équipements est réglementée par les fédérations sportives. Ces accessoires peuvent comprendre des éléments tels que des ceintures de levage, des bandes de poignet, des maillots de force spécialement conçus et des chaussures de levage. Ces éléments sont conçus pour fournir un soutien supplémentaire, améliorer la stabilité, augmenter la force de levage et réduire le risque de blessures.

## Variantes
Il existe plusieurs variantes du développé couché classique (celui-ci étant néanmoins le seul reconnu en compétition de force athlétique) utilisées principalement en musculation et plus particulièrement en culturisme dont l'objectif est de mettre l'accent sur une zone spécifique des pectoraux, car il est impossible de mobiliser l'entièreté des pectoraux avec un seul type d'exercice :
- le développé incliné : le mouvement est effectué sur un banc incliné (tête plus haute que le buste) de manière à mettre l'accent sur la partie supérieure des pectoraux (portion claviculaire). Selon la morphologie du pratiquant, le travail ne peut se faire qu'au niveau du deltoïde antérieur.
- le développé décliné : cette fois-ci, la tête est plus basse que le buste de manière à mettre l'accent sur la partie inférieure et moyenne des pectoraux.
- le développé couché («prise serrée») : le mouvement est identique au développé couché mais les mains sont rapprochées de manière à mettre l'accent sur la partie centrale des pectoraux et les triceps ;
- le développé couché avec haltères [4]: il permet de faire travailler indépendamment le bras droit ou le bras gauche, ainsi que les muscles pectoraux droit et gauche favorisant ainsi la correction d'une dissymétrie qui est un problème fréquent chez les pratiquants débutants. Cela permet aussi d'augmenter l'amplitude du mouvement et la contraction des pectoraux tout en réduisant la tension appliquée aux épaules. Il permet également de travailler davantage la stabilité par rapport à la barre.

## Consignes de sécurité
Cet exercice de musculation comporte plusieurs risques. S'échauffer progressivement avant de commencer avec sa charge de travail permet de diminuer de risque de blessures. Lors du mouvement, il faut éviter une trop grande courbure du bas du dos (lordose). Les omoplates doivent cependant rester serrées durant tout le mouvement. Il est nécessaire d'éviter les chocs sur la cage thoracique lors de la descente de la barre, ceux-ci pouvant causer des lésions plus ou moins graves au sternum. 
Comme tout exercice de musculation, le développé couché peut entraîner des tendinites (généralement au niveau de l'épaule, du coude ou du poignet) ou des lésions articulaires et musculaires. Plus la charge sur la barre est lourde, plus le risque de blessure est important. Il est donc impératif de réaliser ce mouvement avec une technique parfaite, une charge adaptée à son niveau et assisté par une personne compétente. 
Très souvent, pour limiter les risques de blessure, les sportifs pratiquent cet exercice équipés de bandes élastiques très serrées (straps) autour des poignets. Pour éviter les traumatismes au niveau de l'articulation du coude, ils travaillent avec une amplitude complète, mais sans tendre les bras complètement.

## Records
| Année | Record                       |
| ----- | ---------------------------- |
| 1898  | Georg Hackenschmidt : 164 kg |
| 1972  | Jim Williams : 307 kg        |
| 1985  | Ted Arcidi : 317 kg          |
| 1990  | Kenneth Lain : 327 kg        |
| 1994  | Chris Confessore : 336 kg    |
| 1997  | Anthony Clark : 365 kg       |
| 2004  | Gene Rychlak : 455,8 kg      |
| 2006  | Scot Mendelson : 457,2 kg    |
| 2006  | Gene Rychlak : 458,1 kg      |
| 2008  | Ryan Kennelly : 487,6 kg     |
| 2013  | Paul "Tiny" Meeker : 500 kg  |

## Records bruts
La plupart des records en développé couché se font grâce à un maillot d'assistance. Prévus à l'origine pour limiter les risques de blessures et d'accidents, ils se sont révélés être des améliorateurs de performance. Les records dits "bruts" sont établis sans maillot d'assistance.
| Année | Détenteur du record | Record   |
| ----- | ------------------- | -------- |
| 2002  | Scot Mendelson      | 318 kg   |
| 2005  | Scot Mendelson      | 324,3 kg |
| 2013  | Eric Spoto          | 327,5 kg |
| 2015  | Kirill Sarychev     | 335 kg   |
| 2020  | Julius Maddox (en)  | 350 kg   |

## Records féminins
Records du monde féminins de développé couché.
| Année        | Détentrice du record      | Record   |
| ------------ | ------------------------- | -------- |
| 1981         | Beverly Francis           | 150 kg   |
| avril 1985   | Debra Poston              | 150,6 kg |
|              | Jan Harrel                | 174 kg   |
| 1994         | Tamara Rainwater-Grimwood | 182,5 kg |
| 4 juin 2000  | Paula Suzuki              | 183 kg   |
| 10 juin 2000 | Karen Sizemore            | 184 kg   |
| 2002         | Karen Sizemore            | 205 kg   |
| 2004         | Becca Swanson             | 227,5 kg |
| 4 juin 2005  | Becca Swanson             | 272.5 kg |

## Muscles sollicités
Ce mouvement fait intervenir au moins les muscles suivants :
- muscle biceps courte portion (synergique),
- muscle deltoïde antérieur (moteur),
- muscle deltoïde latéral (stabilisateur),
- muscle deltoïde postérieur (freinateur et stabilisateur),
- muscle grand dorsal (synergique),
- muscle grand pectoral (moteur),
- muscle grand rond (synergique),
- muscle triceps (moteur)
- coraco-brachial (moteur)